# Examen pelvià de la dona
Un examen pelvià és l'examen físic dels òrgans pelvians femenins externs i interns. Si bé sovint es parla d'examen vaginal en ser aquest examen pelvià a través, principalment, de la vagina. S'utilitza freqüentment en ginecologia per avaluar símptomes que afecten el tracte reproductiu i urinari femení, com ara dolor, sagnat, secreció, incontinència urinària o traumes (per exemple, agressió sexual). També es pot utilitzar per avaluar l'anatomia d'un pacient en la preparació per altres procediments. L'examen es pot fer despert a la consulta i al servei d'urgències o bé sota anestèsia al quiròfan. Els components més freqüentment realitzats de l'examen són 1) l'examen extern, per avaluar els genitals externs 2) l'examen intern amb palpació (comunament anomenat examen bimanual) per examinar l'úter, els ovaris i les trompes de Fal·lopi i 3) l'examen interior mitjançant l'espècul per visualitzar les parets vaginals i el coll uterí. Durant l'examen pelvià, es poden recollir mostres de cèl·lules i fluids per detectar infeccions de transmissió sexual o càncer.
L'examen pot ser emocionalment i físicament incòmode per als pacients. Una bona comunicació, una tècnica reflexiva i una atenció basada en el trauma poden ajudar a mitigar aquest malestar.
Alguns clínics realitzen un examen pelvià com a part de l'atenció preventiva de rutina. No obstant això, el 2014, el Col·legi Americà de Metges va publicar directrius contra l'examen pelvià rutinari en dones adultes que no estan embarassades i no tenen símptomes, amb l'excepció dels exàmens pelvians realitzats com a part del cribratge del càncer cervical.